# Coward of the county
Coward of the county is een ballade van Roger Bowling en Billy Edd Wheeler. Het lied werd in 1979 opgenomen door de Amerikaanse countryzanger Kenny Rogers.
Het lied vertelt over Tommy, die door anderen geminacht werd omdat hij nooit meedeed aan vechtpartijen.

## Verhaal
Toen Tommy tien was, werd zijn vader na een fatale vechtpartij ter dood veroordeeld. De vader drukte Tommy op het hart uit de buurt te blijven van elke confrontatie. Je hoeft niet te vechten om een kerel te zijn.
Tommy groeide op en werd algemeen als lafaard of watje beschouwd, omdat hij nooit terugsloeg. Tommy trouwde met Becky. Op een dag werd Becky door drie mannen verkracht. Tommy herinnerde zich wat hij zijn vader had beloofd. Hij ging achter de schurken aan. De verkrachters lachten hem uit, wetende dat de lafbek geen actie zou ondernemen. Ze vergisten zich echter - Tommy kon in zijn eentje het drietal verslaan.
Soms, is de eindconclusie, moet je wél vechten om een kerel te zijn.

## Gatlin
De naam van de drie verkrachters is Gatlin, en dat doet denken aan de broers Larry, Steve en Rudy Gatlin, Amerikaanse countryzangers. Rogers verklaarde dat hij zich dit niet gerealiseerd heeft. Er zou verband kunnen zijn met het lied A boy named Sue, waarvan de ontknoping plaats heeft in Gatlinburg.

## De lafaard van de stad
- De lafaard van de stad van Gerard Schoonebeek was een Nederlandstalige bewerking van Coward of the county en werd in Nederland een radiohit in de destijds drie hitlijsten op de nationale publieke popzender Hilversum 3 en stond in het voorjaar van 1980 vier weken in de Nederlandse Top 40 met als hoogste notering de 18e positie. In de Nationale Hitparade werd de 22e positie bereikt en in de TROS Top 50 de 37e positie.

## NPO Radio 2 Top 2000
Coward of the county stond alleen in 1999 in de NPO Radio 2 Top 2000, op plek 1728.